# Ernst Westerlund

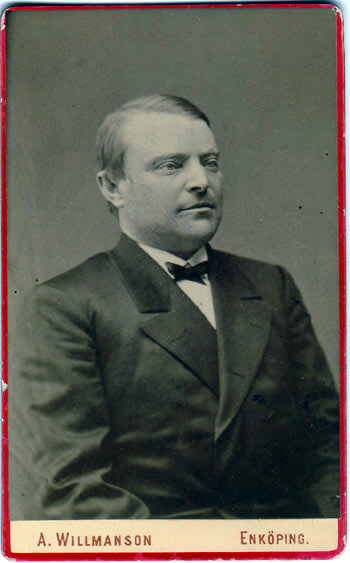
Ernst Westerlund, okänt datum.

Ernst Otto Theodor Westerlund, född 22 oktober 1839 i Öregrund, död 28 januari 1924 i Enköping, var en svensk läkare, allmänt känd som "Enköpingsdoktorn".

## Biografi

### Uppväxt och studier
Ernst Westerlund var det fjärde av fem barn till kyrkoherden i Öregrund Per Vilhelm Westerlund (1800–1854) och dennes fru Johanna Maria Sundeman (1801–1868).
När Westerlund var nio år började han vid Katedralskolan i Uppsala och bodde då i skolhushåll med sin bror. När fadern dog 1854 och dödsboet sedan sattes i konkurs fick Ernst Westerlund ta hand om sin mor samtidigt som han skulle finansiera sina studier. Hans bröder hade tidigare dött av sjukdom och i olycksfall. Vid 16 års ålder blev Westerlund informator för de yngre barnen i familjen Floderus på godset Halmbyboda i Funbo församling. Där förälskade han sig i Nina Floderus.
År 1858 avlade Westerlund studentexamen. Därefter studerade han medicin vid Uppsala universitet och avlade medicine kandidatexamen 1863 och medicine licentiatexamen 1867. Han hade under studietiden intresserat sig särskilt för gynekologi och kirurgi.

### Arbetsliv

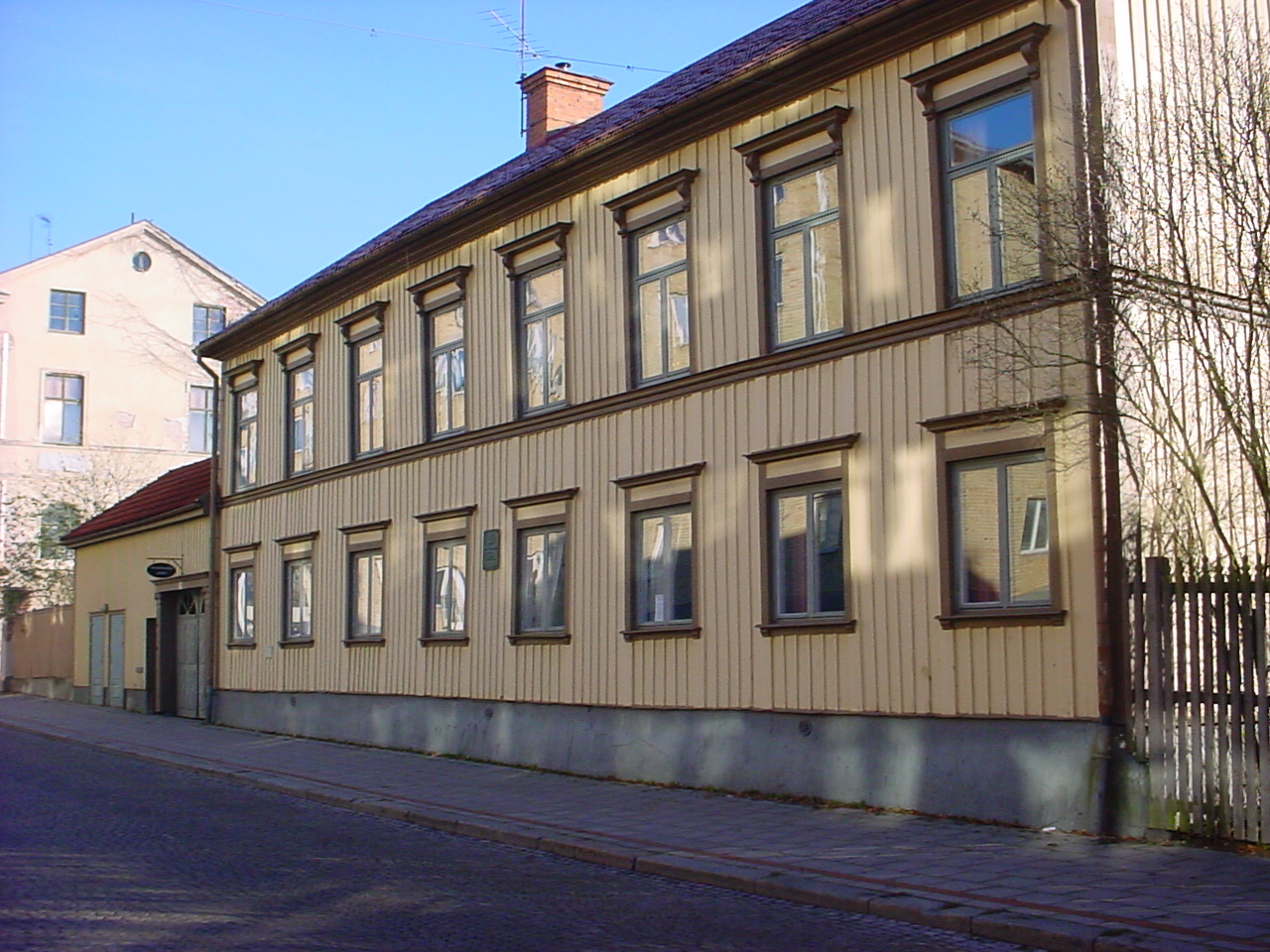
Westerlundska gården, Enköping. Westerlunds bostad och läkarmottagning.

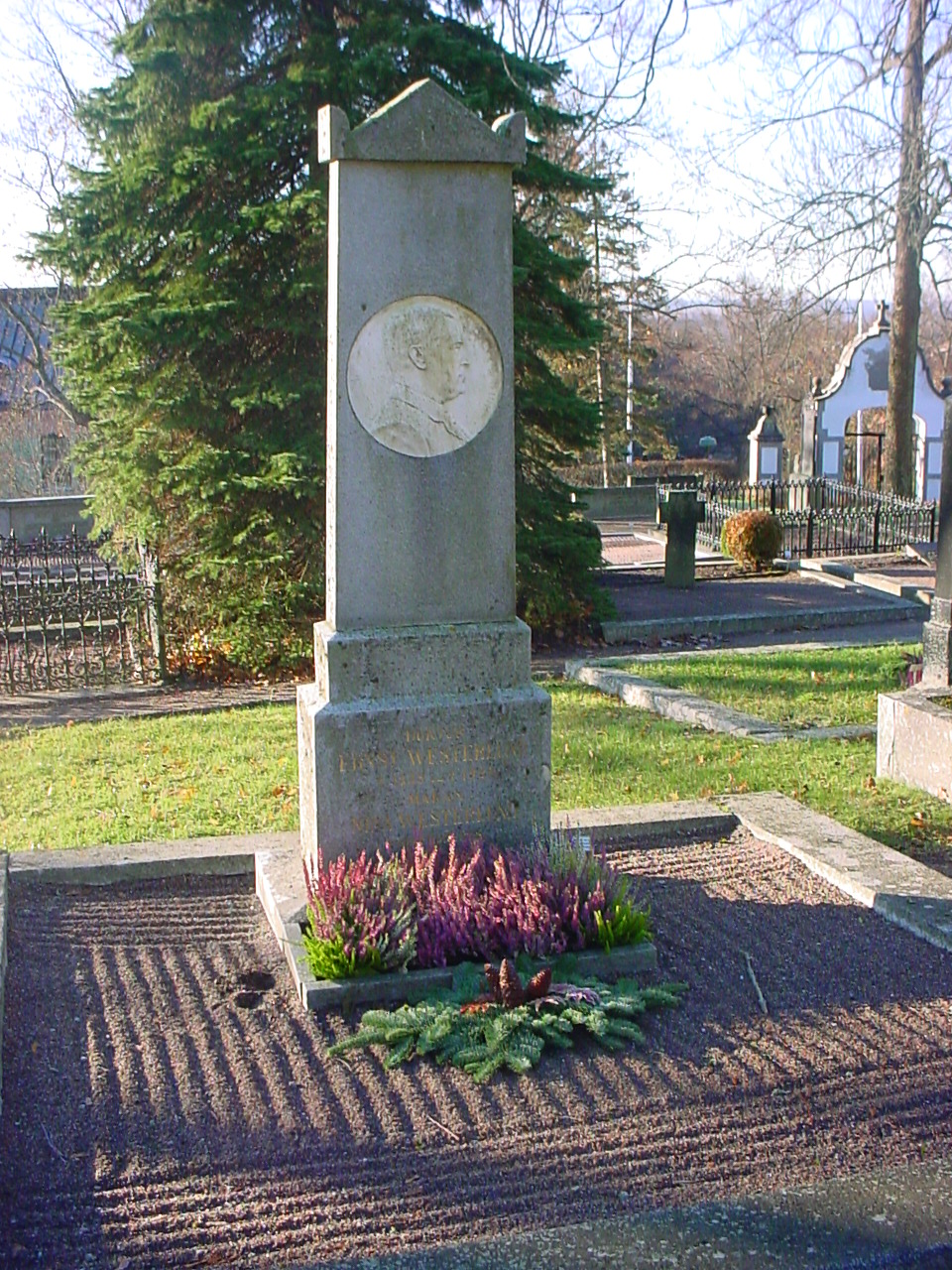
Ernst Westerlunds gravvård på Vårfrukyrkogården i Enköping.

Westerlund deltog under det dansk-tyska kriget 1864 som frivillig underläkare på Augustenborgs lasarett på ön Als. Han blev tillfångatagen men släpptes efter tre dagar. Det militära intresserade honom hela livet och han blev andre bataljonsläkare vid Upplands regemente 1870, regementsläkare vid Livregementets dragoner 1888–1895 och 1899–1900 samt fördelningsläkare vid 5:e arméfördelningen 1895–1900.
Som nyexaminerad sökte han vikariat i Enköping då stadsläkaren dött våren 1867. Redan i början av 1868 blev Westerlund ordinarie stadsläkare efter en omröstning. Samma år kunde han gifta sig med Nina Floderus efter åtta års förlovning.
Till att börja med hade Westerlund bara patienter från Enköping men inom kort från hela landet. Det sägs att han blev känd efter en lyckad gynekologisk operation, men det var som nervläkare han blev riktigt berömd. Westerlund botade patienter som andra läkare misslyckats med och han hade insikter om psykiska sjukdomar.
Medan andra läkare avfärdade patienter som inbillningssjuka tog Westerlund sig an dem och tog deras lidande på allvar. Han förstod sambandet mellan kropp och själ. När ryktet om hans behandlingar började spridas kom patienter från hela landet men även från Finland, Norge, Danmark, Ryssland och flera länder i Västeuropa samt ända från Sydafrika.
Westerlund kallades för underdoktor. Efter en noggrann undersökning kunde han snabbt ställa diagnos och bestämma behandling. Han använde sig av regimterapi, vilket innebär att han gav varje patient en regim, en (styrelse, ledning, styre, styrande) att leva efter. Regimbehandlingen började med att patienten fick vara sängliggande, ofta med en gödkur eller avmagringskur. Sedan var varje regim mycket detaljerad: "Vi går upp klockan 7. Vi äter ett franskbröd och en kopp te till frukost. Därefter vilar vi till klockan 9. Vi går sedan en promenad på åsen..."
Genom det medicinska vi-tilltalet upplevde patienterna att han var delaktig i deras sjukdom. Patienterna skulle också känna sig delaktiga i läkeprocessen. Med sin starka personlighet lyckades han förstärka viljan att bli frisk. Ett av hans valspråk var Vi blir bra, vi är bättre redan nu! En viktig del i terapin var lydnaden. Patienter som inte lyssnade fick åka hem. Han koncentrerade sig istället på dem som ville bli friska. Westerlund skrev inga journaler utan höll allting i huvudet men kunde göra notiser i anteckningsböcker eller almanackor. 
På grund av sin berömmelse hade han ofattbart många privatpatienter och slutade därför som stadsläkare; han efterträddes av svågern Thore Floderus. Westerlund öppnade en privatmottagning. Många patienter fick stanna en längre tid och bodde då på stadshotellet, mindre sjukhem eller på större gods utanför staden.
Westerlund kallas också arbetsterapins fader. Ett annat valspråk var Att hvila är att göra något annat. Ett sätt att återfå patienternas hälsa var att sätta dem i arbete. Han ville då helst att de skulle göra något de verkligen avskydde eller aldrig hade gjort innan. Vi får arbeta, och inte bara det, vi ska arbeta!
Westerlund grundade en vävstuga på Kungsgatan dit han skickade både kvinnor och män som en del av behandlingen. En grevinna fick skicka hem sin kammarjungfru och sköta påklädning själv; hon kunde också ordineras att diska på stadshotellet.
Det tog ett tag för Westerlund att bli accepterad av andra läkare, som ej litade på hans metoder och kallade honom charlatan. Men till slut vann hans metoder läkarkårens erkännande. År 1901 utsågs Westerlund till medicine hedersdoktor vid Lunds universitet och 1920 till teologie hedersdoktor vid Uppsala universitet. Han invaldes 1900 som ledamot av Krigsvetenskapsakademien.

## Eftermäle

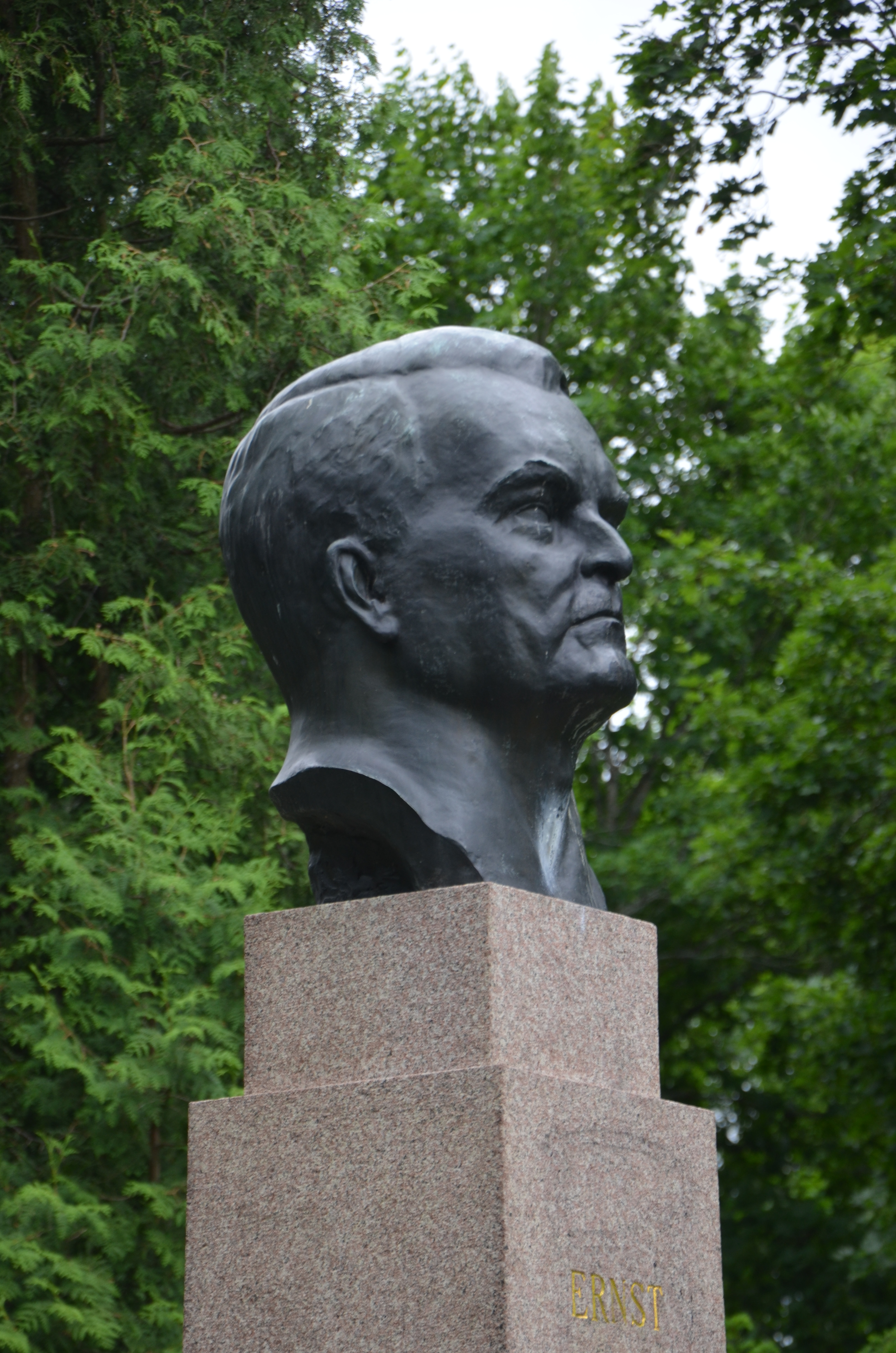
Ernst Westerlund porträtterad av Ida Thoresen i Enköping.

Doktor Westerlunds hälsoblomma är det alternativa namnet på rosengeranium, som tillhör släktet pelargoner. Den användes i Westerlunds behandlingar; patienterna skulle ha blomman i sovrummet då den sprider en uppfriskande doft när man rör dess blad.
När Westerlund fyllt 70 år ville han dra ned på arbetstempot men fortsatte som läkare till sin död 1924. Han hade då verkat som läkare i Enköping i nära 57 år, 1868–1886 som stadsläkare och åren därefter som privat praktiserande. Hans begravning var fylld med folk som ville ta ett sista farväl; flera järnvägsvagnar kom med blommor till Enköping.
I skolparken i Enköping står en skulptur av doktor Ernst Westerlund skapad av norskan Ida Thoresen. Skulpturen föreställer hans ansikte; från början var tanken att göra Westerlund i helfigur men pengarna räckte inte. Det har blivit en tradition för studenterna på Westerlundska gymnasiet att sätta en stor studentmössa på hans huvud varje studentdag.
Greve Lev Tolstoj, son till författaren med samma namn, var också patient hos Westerlund. Tolstoj trivdes i Enköping och våren 1896 gifte han sig med Westerlunds dotter Dorothea, kallad Dora. Efter bröllopet flyttade makarna till Ryssland och fick tio barn, varav åtta nådde vuxen ålder. Under den ryska revolutionen 1917 flyttade familjen till Sverige och idag finns släkten Tolstoj i Sverige men under namnet Tolstoy, bland andra jazzsångerskan Viktoria Tolstoy.

### Uppslagsverk
- Ernst Otto Theodor Westerlund i K.G. Odén, Svenskt porträttgalleri (1904), volym XIV. Akademier samt vittra och lärda samfund
- Svenskt biografiskt handlexikon, Band 2, s. 710–711.
- Troedsson, Ingegerd & Nyberg, O. H. Lars – Gryse, Thore & Kobbe, Hans & Sandblom Sven: Historia om Enköpingsbygden, 2006.
- Öregrund för och nu: Mirakeldoktorn.